# Orvieto
För andra betydelser, se Orvieto (olika betydelser).
Orvieto är en stad och kommun i provinsen Terni i regionen  Umbrien i Italien. Kommunen hade 20 148 invånare (2018).
Orvieto ligger på ett isolerat tuffberg, vars lodräta väggar är dels naturliga, dels konstgjorda. Under staden finns en länge hemlig labyrint av utgrävda grottor, troligen byggda delvis av adliga släkter som använde dessa som lönngångar i händelse av att de skulle attackeras eller staden skulle belägras.

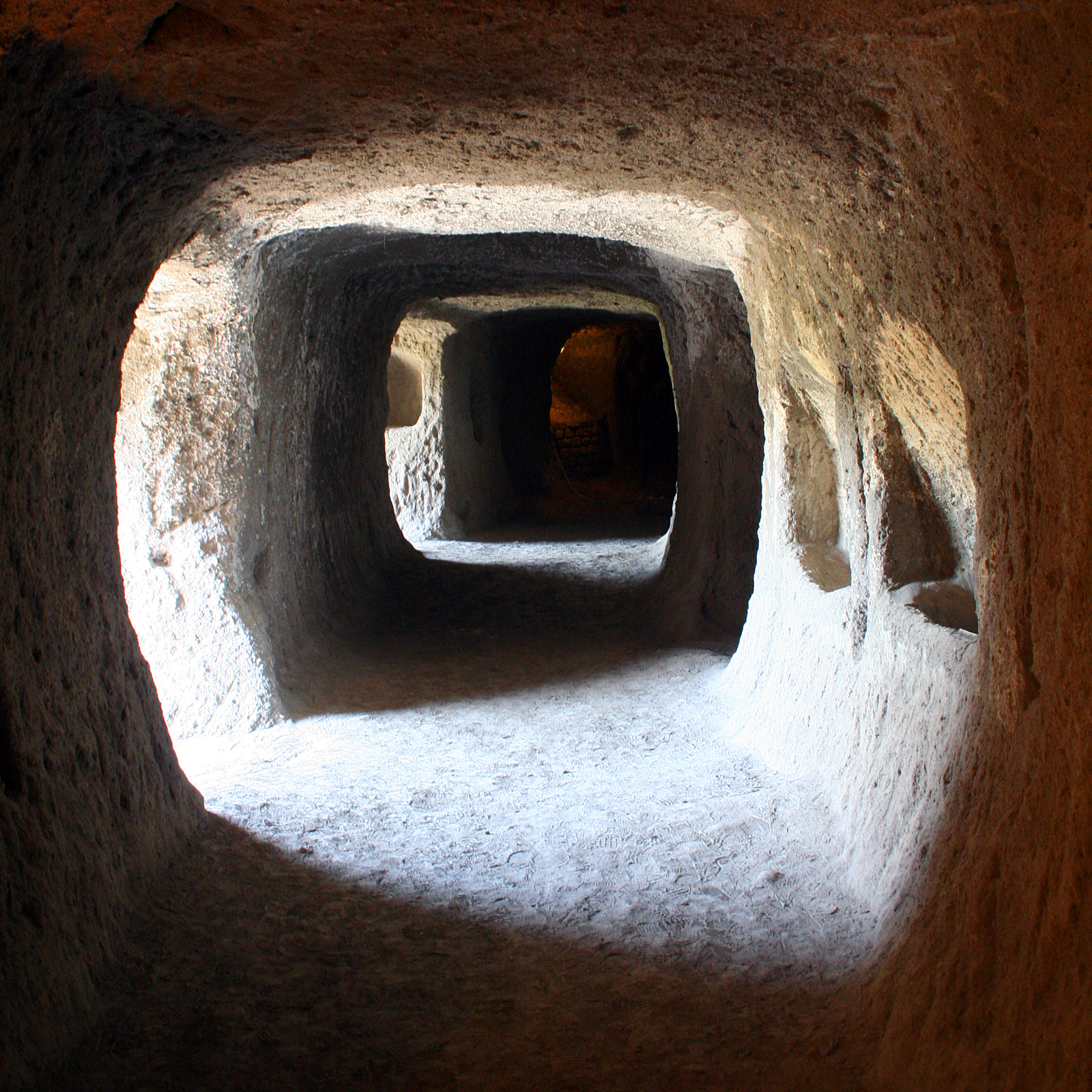
Den underjordiska staden.

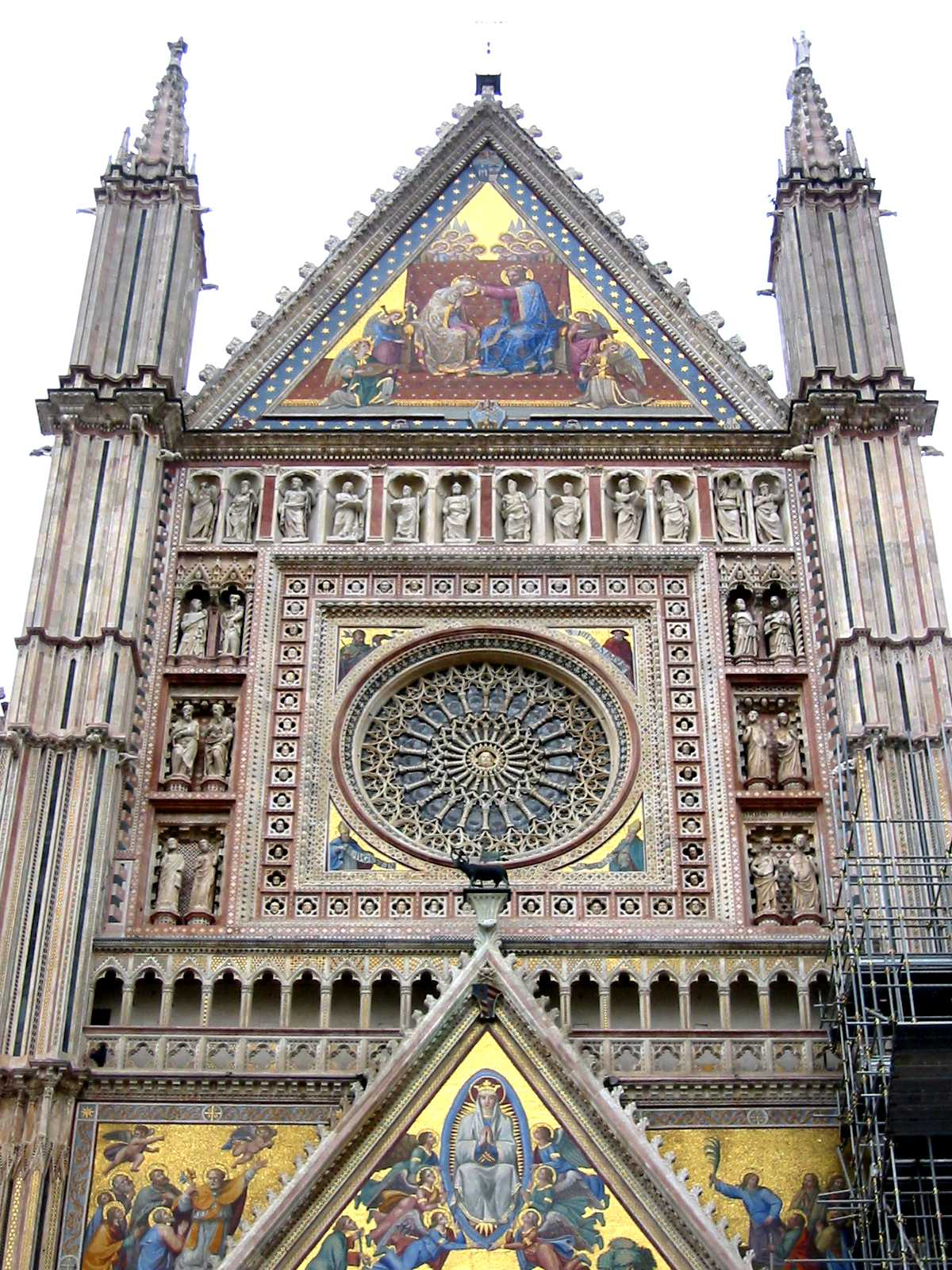
Domkyrkan i Orvieto

Staden är säte för en biskop samt berömd för sitt vita vin 
och sin praktfulla domkyrka, en av den italienska gotiska konstens praktfullaste exemplar. Ombyggnaden av detta tempel började 1290 på en äldre kyrkas plats, förestods till en början av Lorenzo Maitani och fortsattes till slutet av 1500-talet. Bland konstnärer som bidragit till utsmyckningen av kyrkan, må nämnas Andrea Pisano, lärjungar av Niccolo Pisano, Ugolino di Vieri, Fra Angelico, och Luca Signorelli. Kyrkans inre, av svart basalt och grågul kalksten, bildar ett latinskt kors, med tre skepp, 104,6 meter långt, 33 meter brett och 34 meter högt i mittskeppet.
Söder om kyrkan ligger det forna påvepalatset Palazzo del Capitano del Popolo, som innehåller stadsmuseet (etruskiska fornlämningar och italienska konstnärers arbeten). Den fästning som anlades av kardinal Albornoz 1364 i nordöstra delen av staden är förändrad till en offentlig trädgård med amfiteater. Bredvid denna finns en berömd, 61 meter djup, 13 meter bred brunn, kallad Pozzo di S. Patrizio (1527-40). På nordvästra sidan av den platå som staden ligger på, upptäckte man 1874 den etruskiska staden Volsiniis 
nekropol, Crocefisso di Tufo, med gravar, mest från 400-talet f. Kr., samt inskrifter, grekiska och etruskiska vaser (nu i stadsmuseet).
Staden är belägen på samma plats som Volsinii. Senare anlades en annan stad, som Prokopios kallar Urbibentum (vilket Plinius gissningsvis identifierar som Herbarium) och under medeltiden Urbs vetus, varav det nuvarande namnet bildats. Den var en av guelfernas förnämsta fästningar, dit påvarna ofta tog sin tillflykt, och tillhörde Kyrkostaten fram till 1860. 

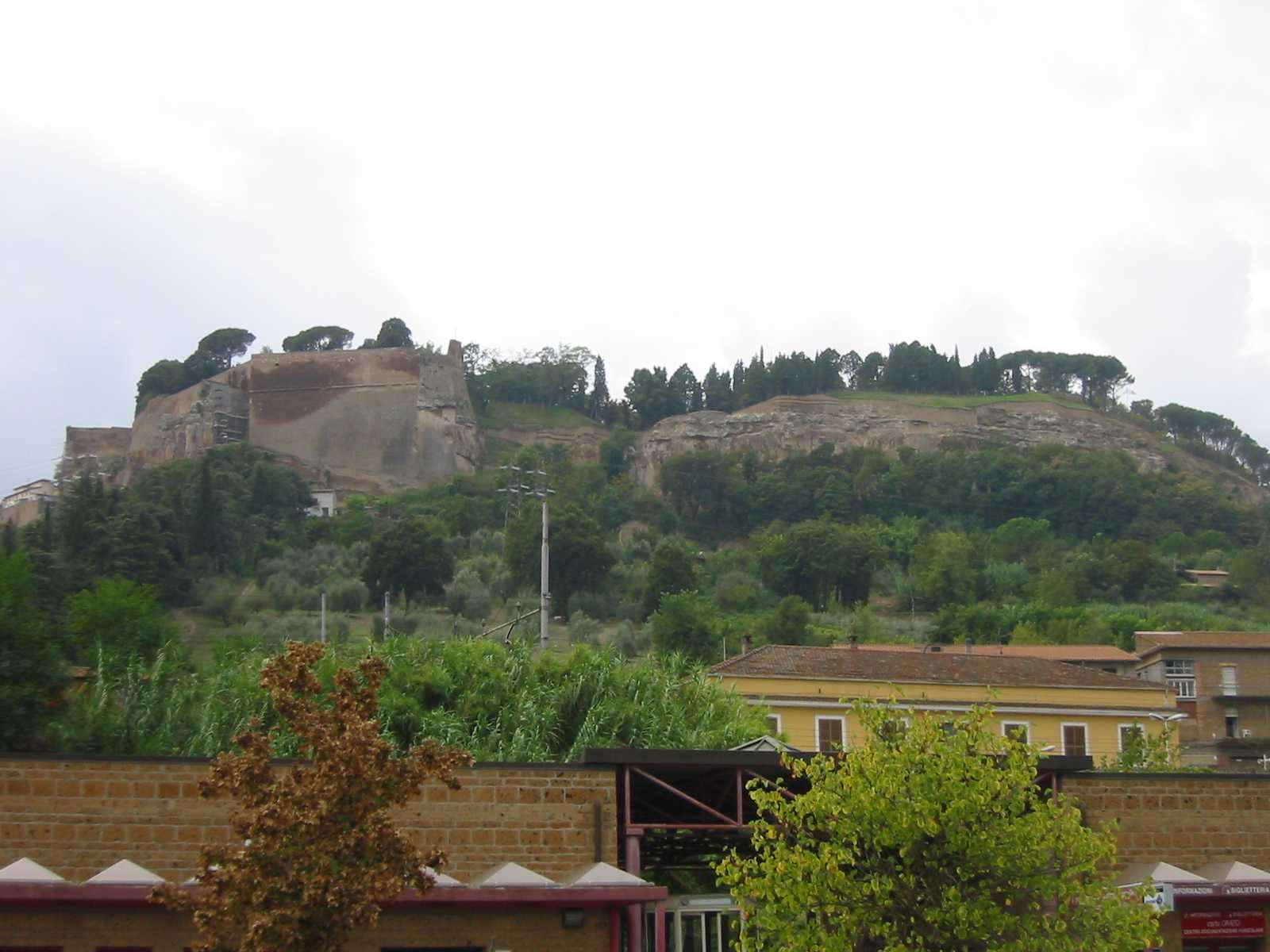
Panorama över etruskernas forna acropolis.